# Lista de satélites TDRS
Esta é uma lista de satélites TDRS (Tracking and Data Relay Satellite) que faz parte do Tracking and Data Relay Satellite System (TDRSS). Os satélites TDRS são operados pela NASA, e são usados para a comunicação entre as instalações da NASA e naves espaciais, incluindo o Telescópio Espacial Hubble, e a Estação Espacial Internacional, anteriormente era usado para os ônibus espaciais que foram aposentados no ano de 2011.
Em 05 de fevereiro de 2014, sete dos satélites TDRS lançados estavam operacionais, um ainda não tinha entrado em serviço (o TDRS-12), um está em armazenamento (o TDRS-3), dois tinha sido retirado de serviço (o TDRS-1 e TDRS-4), e um tinha sido perdido em uma falha no lançamento (o TDRS-B).

## Satélites
| Designação       | Designação  | Lançamento (UTC)                | Veículo de lançamento     | Plataforma de lançamento | Longitude         | Estado                  | Aposentadoria                  | Observações                                                                    |
| Lançamento       | Operacional | Lançamento (UTC)                | Veículo de lançamento     | Plataforma de lançamento | Longitude         | Estado                  | Aposentadoria                  | Observações                                                                    |
| ---------------- | ----------- | ------------------------------- | ------------------------- | ------------------------ | ----------------- | ----------------------- | ------------------------------ | ------------------------------------------------------------------------------ |
| Primeira geração |             |                                 |                           |                          |                   |                         |                                |                                                                                |
| TDRS-A           | TDRS-1      | 04 de abril de 1983 18:30:00    | Challenger/IUS (STS-6)    | Kennedy LC-39A           | 41°W, 62°W, 171°W | Retirado                | 27 de junho de 2010            | IUS levantou órbita usando propulsores de manobra. Fim de vida em outubro 2009 |
| TDRS-B           | N/A         | 28 de janeiro de 1986 16:38:00  | Challenger/IUS (STS-51-L) | Kennedy LC-39B           | N/A               | Destruído               | 28 de janeiro de 1986 16:39:13 | Falha no lançamento O ônibus espacial se desintegrou durante o lançamento      |
| TDRS-C           | TDRS-3      | 29 de setembro de 1988 15:37:00 | Discovery/IUS (STS-26R)   | Kennedy LC-39B           |                   | Em armazenamento        | Dezembro de 2011               |                                                                                |
| TDRS-D           | TDRS-4      | 13 de março de 1989 14:57:00    | Discovery/IUS (STS-29R)   | Kennedy LC-39B           |                   | Retirado                | dezembro de 2011.              |                                                                                |
| TDRS-E           | TDRS-5      | 02 de agosto de 1991 15:02:00   | Atlantis/IUS (STS-43)     | Kennedy LC-39A           |                   | Ativo, a partir de 2009 |                                |                                                                                |
| TDRS-F           | TDRS-6      | 13 de janeiro de 1993 13:59:30  | Endeavour/IUS (STS-54)    | Kennedy LC-39B           |                   | Ativo, a partir de 2009 |                                |                                                                                |
| TDRS-G           | TDRS-7      | 13 de julho de 1995 13:41:55    | Discovery/IUS (STS-70)    | Kennedy LC-39B           |                   | Ativo, a partir de 2009 |                                | Substituto do TDRS-B                                                           |
| Segunda geração  |             |                                 |                           |                          |                   |                         |                                |                                                                                |
| TDRS-H           | TDRS-8      | 30 de junho de 2000 12:56       | Atlas IIA                 | Canaveral SLC-36A        | 171°W             | Ativo                   |                                |                                                                                |
| TDRS-I           | TDRS-9      | 08 de março de 2002 22:59       | Atlas IIA                 | Canaveral SLC-36A        |                   | Ativo                   |                                |                                                                                |
| TDRS-J           | TDRS-10     | 05 de dezembro de 2002 02:42    | Atlas IIA                 | Canaveral SLC-36A        |                   | Ativo                   |                                |                                                                                |
| Terceira geração |             |                                 |                           |                          |                   |                         |                                |                                                                                |
| TDRS-K           | TDRS-11     | 31 de janeiro de 2013 01:48:00  | Atlas V 401               | Canaveral SLC-41         | 171°W             | Ativo                   |                                | [ 12 ]                                                                         |
| TDRS-L           | TDRS-12     | 24 de janeiro de 2014 02:33:00  | Atlas V 401               | Canaveral SLC-41         |                   | Ativo                   |                                | [ 12 ]                                                                         |
| TDRS-M           |             | Planejado para 2016             | Atlas VEELV               | Canaveral                |                   |                         |                                | [ 12 ]                                                                         |
| TDRS-N           |             | Planejado                       | EELV                      | Canaveral                |                   |                         |                                | Opção                                                                          |